# Zam (Zam)
Pour les articles homonymes, voir Zam.
Zam est une commune rurale et le chef-lieu du département de Zam situé dans la province du Ganzourgou de la région Plateau-Central au Burkina Faso.

## Géographie
Zam est situé à environ 25 km à l'ouest de Zorgho, le chef-lieu de la province, et 4 km au nord de Mogtédo et de la route nationale 4 reliant Ouagadougou à la frontière nigérienne.

## Économie
L'activité agricole de la commune profite en partie de l'irrigation permise par le barrage de Mogtédo, dont Zam est riveraine.

## Santé et éducation
Zam accueille un centre de santé et de promotion sociale (CSPS) tandis que le centre médical avec antenne chirurgicale (CMA) se trouve à Zorgho.
La localité possède une école primaire publique, un collège d'enseignement général (CEG) et le lycée départemental.